# 2551 Decabrina
2551 Decabrina eller 1976 YX1 är en asteroid i huvudbältet som upptäcktes den 16 december 1976 av den ryska astronomen Ljudmjla Tjernych vid Krims astrofysiska observatorium på Krim. Namnet är en hyllning till Dekabristupproret.
Asteroiden har en diameter på ungefär 15 kilometer och den tillhör asteroidgruppen Themis.